# Pierre et Jean (film 1924)
Pierre et Jean è un film muto del 1924 diretto da Donatien che si basa su Pierre e Jean, quarto romanzo di Guy de Maupassant, pubblicato nel 1887.

## Produzione
Il film fu prodotto dalla Films Donatien.

## Distribuzione
Distribuito dalla Agence Générale Cinématographique.